# Tram snodato

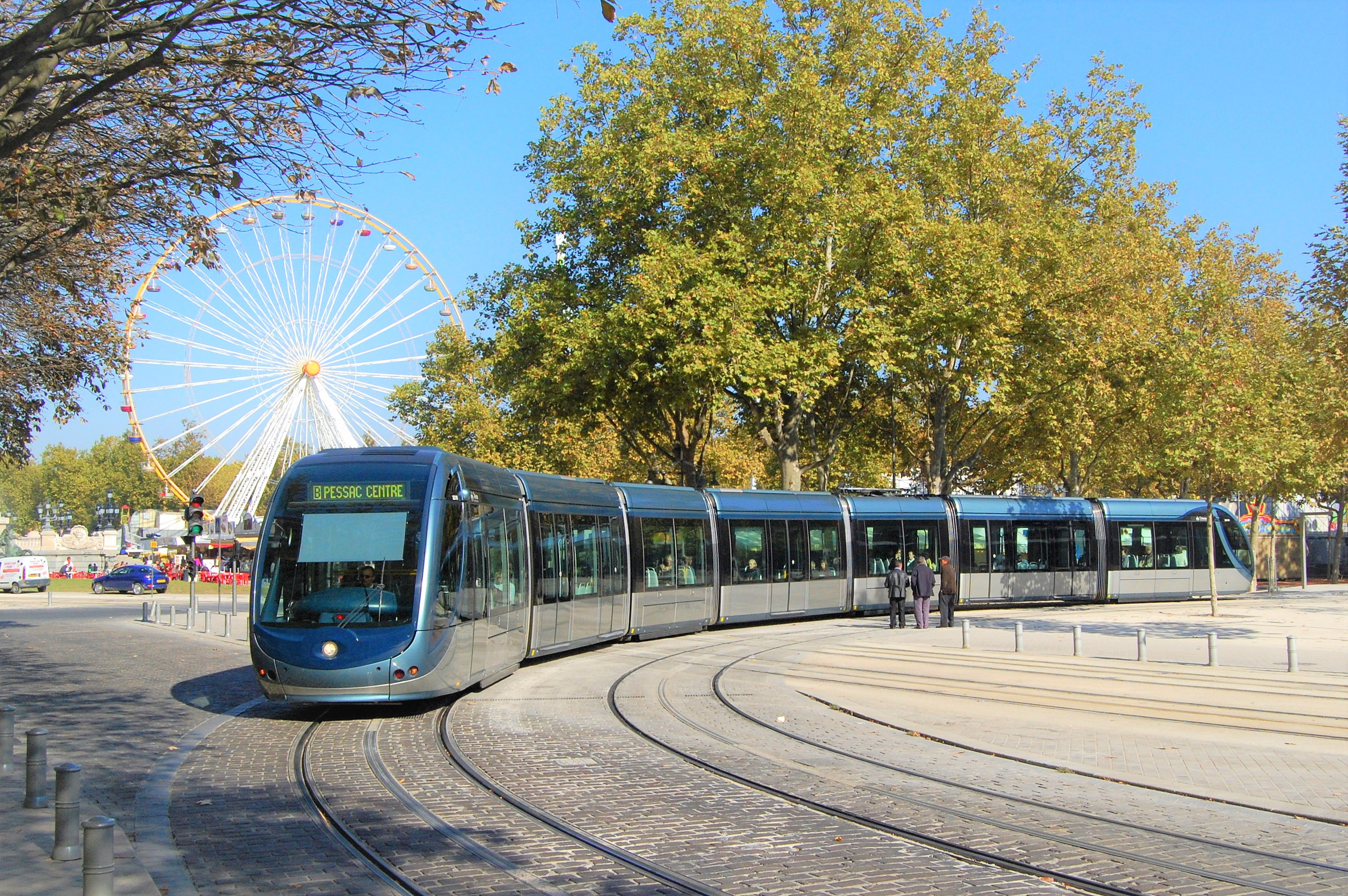
Tram articolato a 7 casse a Bordeaux

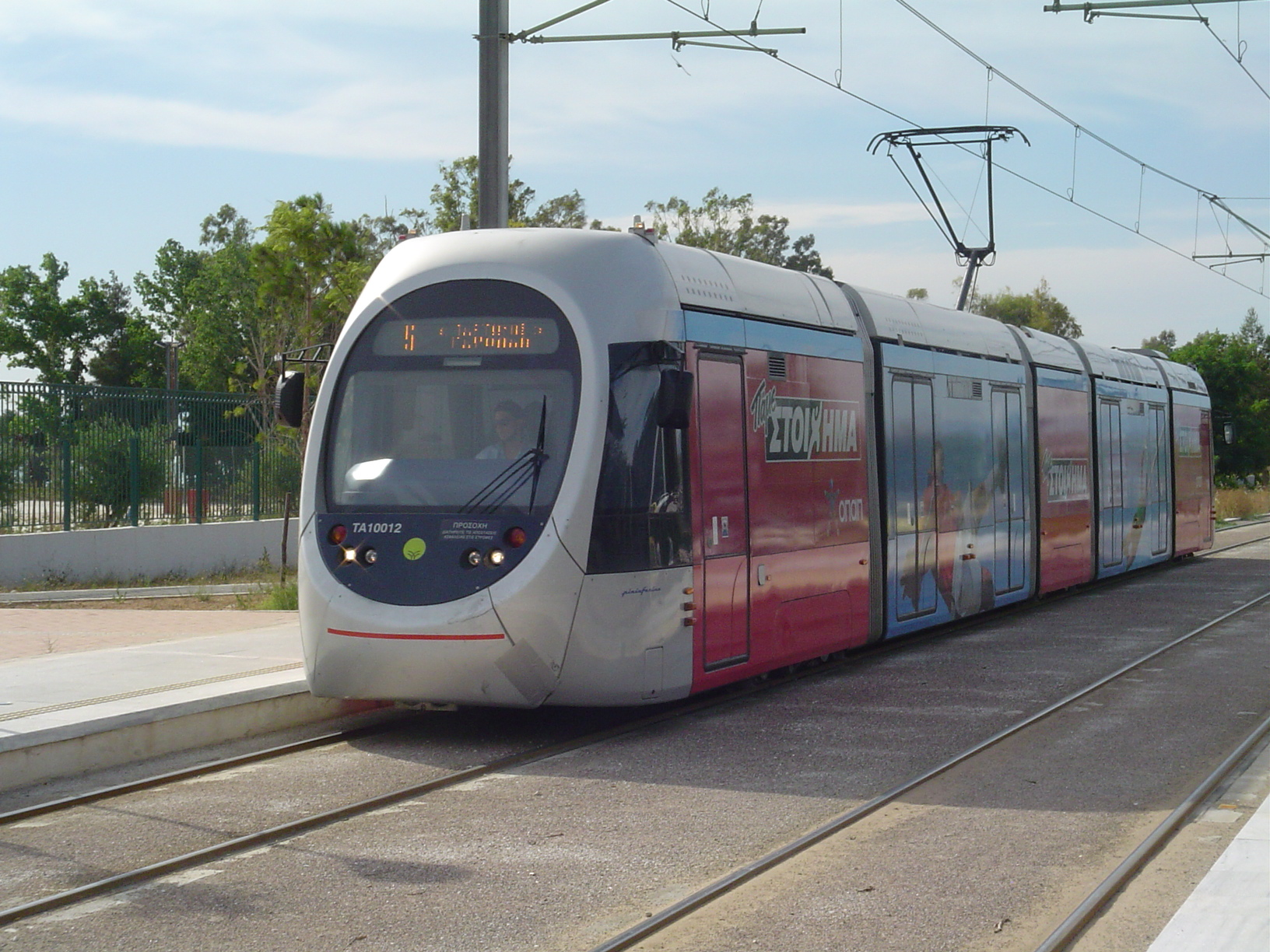
Atene: l'Ansaldobreda Sirio è un esempio di jumbotram

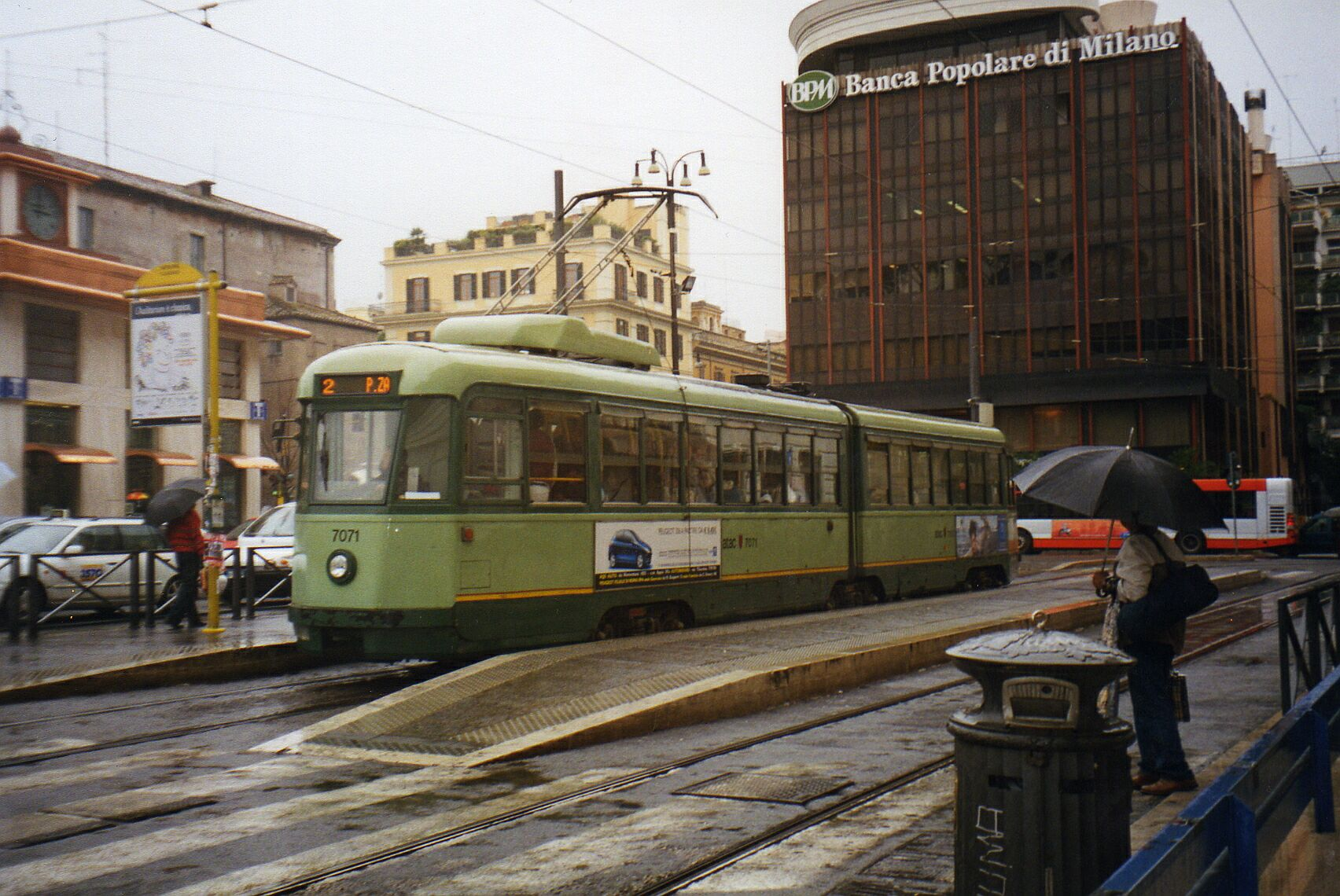
Roma: tram ATAC Tram Articolato Stanga n. 7071 (serie 7001-7115) sulla linea 2

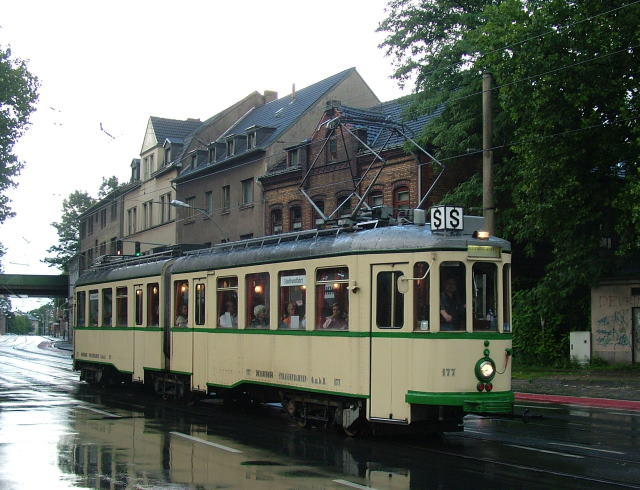
La prima carrozza snodabile tedesca del 1926, mantenuta come veicolo-museo

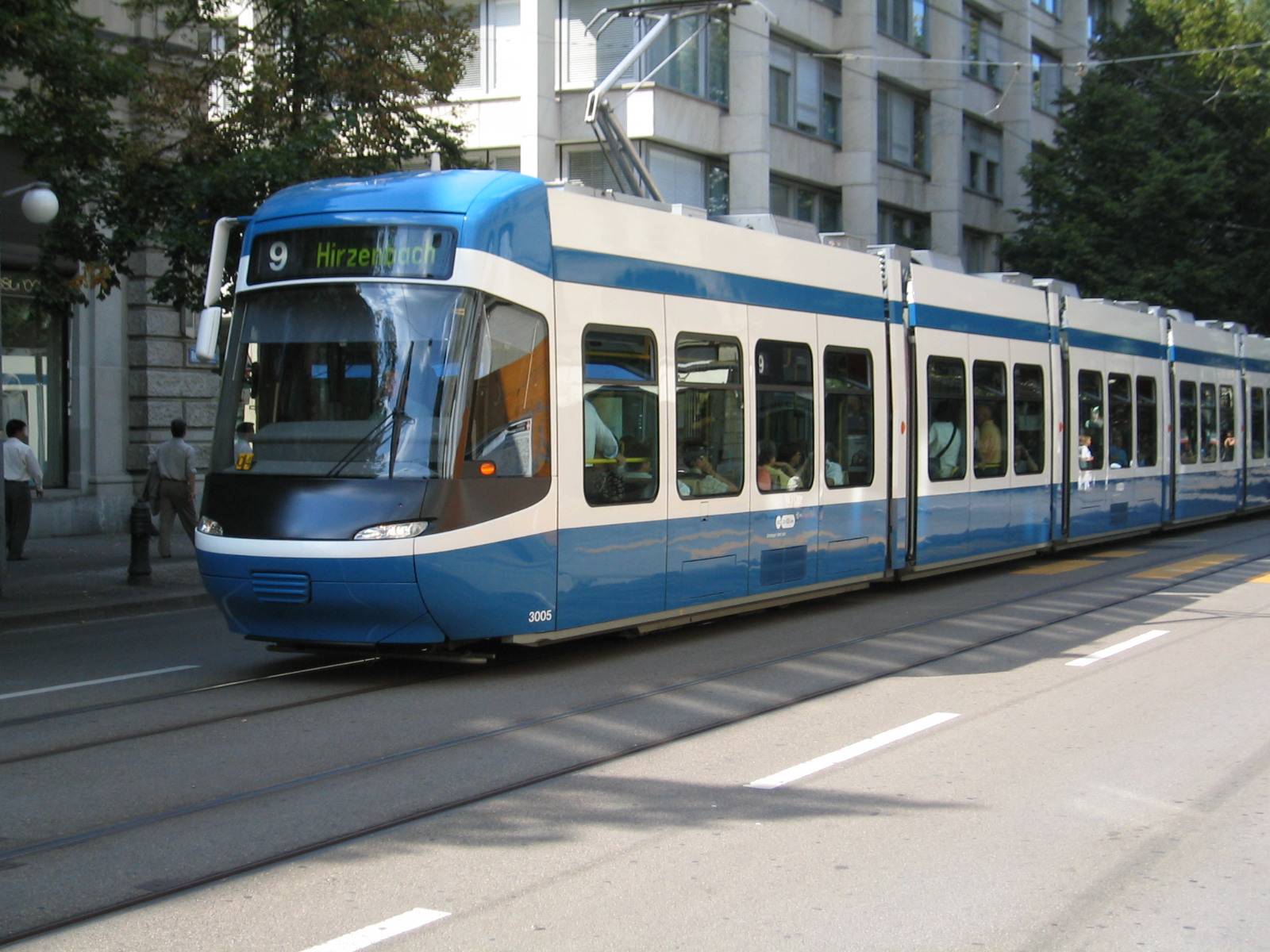
Zurigo: tram VBZ Be 5/6 Cobra n. 3005

Il tram snodato o tram articolato è un veicolo tranviario formato da segmenti unici collegati l'uno con l'altro in modo flessibile, in cui il primo costituisce la motrice e gli altri sono vagoni o carrozze tranviarie. Generalmente, i moderni tram snodati consentono ai passeggeri di passare da un vagone all'altro; i tram snodati più vecchi, invece, non permettevano di passare dalla motrice ai vagoni, in quanto era assente l'intercomunicante.

## Vantaggi
Le grandi città necessitano di mezzi pubblici rapidi e capienti; in questo contesto trovano sempre più impiego i tram articolati, che se viaggiano in corsie protette o riservate possono migliorare ulteriormente i tempi di percorrenza e ridurre il numero di incidenti.
Con collegamenti snodati si possono costruire anche veicoli molto lunghi, denominati jumbotram, che restano comunque in grado di percorrere agevolmente anche le curve molto strette dei tram semplici.

## Forme costruttive

### Carrozza snodabile Jakobs
Possono essere anche bidirezionali.
In una carrozza snodabile Jakobs il carrello Jakobs ha la giuntura; entrambe le parti della carrozza collegabili con lo snodo si appoggiano con questa parte terminale al carrello.
Le prime carrozze snodabili Jakobs tedesche furono costruite nel 1926 per Duisburg, questa tipologia costruttiva venne tuttavia prodotta nella Düsseldorfer Waggonfabrik (Düwag) solo a partire dal 1956 e in seguito sono seguiti ulteriori produttori. Inizialmente sono nate carrozze a sei assi divise in due parti con uno snodo, tramite l'introduzione di una parte centrale e di un ulteriore snodo nel 1957 fu ultimata la prima carrozza a otto assi e nel 1967 sono nate dal principio di costruzione a scatola quattro carrozze a dodici assi per la Rhein-Haardtbahn. Mannheim e Duisburg allungarono in seguito alcune carrozze con un ulteriore carrello Jakobs di una parte centrale a pianale ribassato. Le carrozze snodabili Jakobs vennero consegnate prevalentemente come carrozze motrici e solo per la Rhein-Haardtbahn, veramente una ferrovia, furono costruite 10 carrozze snodabili.

### Carrozze snodabili corte
Le carrozze snodabili corte sono veicoli snodabili nei quali per parte di carrozza è necessario proprio un carrello.

#### Typ Stuttgart
Nella tipologia costruttiva sviluppata nel 1959 dalla Maschinenfabrik Esslingen per i tratti montani della tranvia di Stoccarda entrambi i carrelli sono collegati da un gancio snodabile. I tronconi della carrozza si appoggiano da un lato al loro carrello e dall'altro lato allo snodo che si basa sul gancio di portata. Una separazione delle parti di carrozza non è possibile. Delle 380 carrozze totali 350 sono andate a Stoccarda, altre a Friburgo in Brisgovia, Reutlingen, Neunkirchen e - quelle di scarto di Stoccarda - a Ulma e dal 1990 sono giunte carrozze usate anche a Nordhausen, Halberstadt e a Halle.